# Alepidea
Alepidea är ett släkte  i familjen flockblommiga växter. Dess arter förekommer i östra och södra Afrika.

## Arter
Släktet innehåller 31 accepterade arter:

- Alepidea acutidens
- Alepidea amatymbica
- Alepidea angustifolia
- Alepidea attenuata
- Alepidea calocephala
- Alepidea capensis
- Alepidea cirsiifolia
- Alepidea comosa
- Alepidea concinna
- Alepidea cordifolia
- Alepidea delicatula
- Alepidea duplidens
- Alepidea galpinii
- Alepidea inflexa
- Alepidea insculpta
- Alepidea jenkinsii
- Alepidea longeciliata
- Alepidea longipetiolata
- Alepidea macowanii
- Alepidea multisecta
- Alepidea natalensis
- Alepidea peduncularis
- Alepidea pilifera
- Alepidea pusilla
- Alepidea schlechteri
- Alepidea serrata
- Alepidea setifera
- Alepidea stellata
- Alepidea thodei
- Alepidea woodii
- Alepidea wyliei